# Ernest Segura de Luna
Ernest Segura de Luna (Barcelona, 1922 - Mataró, 1984) fou dirigent esportiu vinculat al basquetbol.
Va ser jugador d'hoquei herba, esport en el qual va arribar a ser campió d'Espanya amb el CD Terrassa l'any 1943, però va dedicar gairebé tota la seva vida a les tasques de directiu en el món del bàsquet. Va entrar a la Federació Catalana de Basquetbol el 1954 com a secretari, el 1956 va ser-ne nomenat vicepresident i el 1959 va arribar-ne a la presidència, en la qual va estar fins al 1972. El 15 de desembre d'aquell mateix any va ser nomenat president de la Federació Espanyola, el 1977 i va ocupar el càrrec fins al 1984, però, va haver de deixar el càrrec a conseqüència d'un reial decret promulgat aquell mateix any que impedia continuar als presidents que haguessin complert tres mandats consecutius. Malgrat això, el 5 d'octubre de 1991 va tornar a la presidència de la FEB fins al 2004. També va ser membre del Comitè Executiu de la Federació Internacional de Bàsquet (FIBA), en la qual va presidir diverses comissions des del 1984 fins al 2008. Va ser president del Comitè Organitzador del Mundial de Bàsquet d'Espanya 1986 i, entre altres càrrecs, va formar part de les juntes directives del Comitè Olímpic Espanyol (de 1977 a 1992) i del Consejo Superior de Deportes (1975-1985), organisme en el qual també va ocupar la vicepresidència del Comitè de Disciplina Esportiva. Rebé la medalla Forjadors de la Història Esportiva de Catalunya el 1995, i el 2010 la FIBA l'incorporà al seu Hall of Fame.